# Trissonchulus littoralis
Trissonchulus littoralis är en rundmaskart som beskrevs av Yeates 1967. Trissonchulus littoralis ingår i släktet Trissonchulus och familjen Ironidae. Inga underarter finns listade i Catalogue of Life.